# Ilias Spathas
Ilias Spathas (Grieks: Ηλίας Σπάθας) (18 februari 1980) is een Grieks voormalig voetbalscheidsrechter. Hij was in dienst van FIFA en UEFA tussen 2010 en 2015. Ook leidde hij tot 2016 wedstrijden in de Super League.
Op 8 juli 2010 debuteerde Spathas in Europees verband tijdens een wedstrijd tussen Zalaegerszegi en KF Tirana in de voorronde van de UEFA Europa League; het eindigde in 0–1 en de Griekse leidsman gaf vier gele kaarten. Zijn eerste interland floot hij op 11 augustus 2010, toen Cyprus met 1–0 won van Andorra. Tijdens dit duel gaf Spathas één gele kaart.

## Interlands
| Datum             | Plaats           | Wedstrijd        | Uitslag | Competitie           | Kreeg geel | Kreeg voor de tweede keer geel en dus rood | Weggestuurd |
| ----------------- | ---------------- | ---------------- | ------- | -------------------- | ---------- | ------------------------------------------ | ----------- |
| 11 augustus 2010  | Larnaca, Cyprus  | Cyprus – Andorra | 1 – 0   | Vriendschappelijk    | 1          | 0                                          | 0           |
| 17 november 2010  | Tel Aviv, Israël | Israël – IJsland | 3 – 2   | Vriendschappelijk    | 0          | 0                                          | 0           |
| 11 september 2012 | Wrocław, Polen   | Polen – Moldavië | 2 – 0   | WK 2014 kwalificatie | 2          | 0                                          | 0           |
| 3 september 2014  | Dublin, Ierland  | Ierland – Oman   | 2 – 0   | Vriendschappelijk    | 1          | 0                                          | 0           |